# جورج بالدوک
جورج بالدوک (انگلیسی: George Baldock؛ ۹ مارس ۱۹۹۳ – ۹ اکتبر ۲۰۲۴) بازیکن فوتبال اهل بریتانیا بود. از باشگاه‌هایی که در آن بازی کرده‌است می‌توان به باشگاه فوتبال تاموورث، باشگاه فوتبال آکسفورد یونایتد، باشگاه فوتبال میلتون کینز دونز، باشگاه ورزشی وستمانایا، و باشگاه فوتبال نورث‌همپتون تاون اشاره کرد. جسد وی در تاریخ ۹ اکتبر ۲۰۲۴ در استخر خانه‌اش پیدا شد.